# Ginetta G60-LT-P1
Chronologie des modèles
La Ginetta G60-LT-P1 est une voiture de course de type Sport-prototypes conçue par Ginetta, appartenant à la catégorie LMP1 des Le Mans Prototype de l'Automobile Club de l'Ouest.
Développé par le constructeur britannique Ginetta, ce prototype est destiné à être engagé en compétition sous l'exploitation d'écuries privées dans le Championnat du monde d'endurance FIA. Ginetta a dévoilé sa G60-LT-P1 dans le cadre du Salon Autosport International qui s'est tenu au National Exhibition Center (en) de Birmingham le 11 janvier 2018. Le nom du prototype fait référence à l'année du 60e anniversaire de la marque britannique et reprend également les initiales de Lawrence Tomlinson, le directeur de Ginetta. L'écurie CEFC TRSM Racing a été la première équipe à acquérir le prototype en confirmant son engagement avec deux voitures pour la saison 2018-2019.

## Développement
En janvier 2017, Lawrence Tomlinson a officialisé la conception et la production d’un châssis LMP1 en vue de participer au Championnat du monde d'endurance FIA. Afin de compléter ses ressources internes d'un point de vue aérodynamique, Ginetta a travaillé en collaboration avec ARC, la structure de l'ingénieur britannique Adrian Reynard (en). Concepteur de la Peugeot 908 HDi FAP victorieuse aux 24 Heures du Mans, Paolo Catone, à lui aussi été très impliqué dans la création de la voiture. Andy Lewis a également rejoint le projet au poste d’aérodynamicien.
Ginetta a indiqué que ses voitures pourront être équipées de différents moteurs LMP1. Le premier prototype est équipé d'un moteur Mecachrome. Il s'agit d'un V6 turbo 3,4 litres injection directe dérivé de celui utilisé en F2 (ex-GP2). Les équipes pourront rouler pendant 6500 km avant de refaire le moteur. La partie électronique sera confiée à Bosch. Un certain nombre de tests en soufflerie ont été réalisés chez Williams Advanced Engineering afin de valider les travaux de développements sur la voiture,.
Les premiers tours de roues de la voiture sont effectués sur une piste de l'aéroport de Leeds en Angleterre. Quelques jours après, la voiture entame ses premiers tests sur circuit au Motorland Aragon, avec notamment Robert Kubica à son volant.

## Historique en compétition
L'écurie CEFC TRSM Racing dévoile l'engagement de deux Ginetta G60-LT-P1 sur le Championnat du monde d'endurance FIA 2018-2019 dans la catégorie LMP1, le 9 février 2018, jour de la conférence de presse de l'ACO sur la liste des engagés.

### Premier roulage collectif au Castellet
En marge du début de saison, le prototype britannique signe des débuts prometteurs face à la concurrence lors des essais officiels du championnat sur le Circuit Paul-Ricard au Castellet. Les deux prototypes ont parcouru un total de 259 tours ce qui représente près de 1 500 km. Tout juste sortie de l'usine, la Ginetta no 5 a été acheminée sur le circuit sans le moindre roulage, les essais ont été basés sur le déverminage de la voiture. Les voitures sont restées dans le groupe des LMP1 en terminant au 7e et au 9e rang à l'issue des essais.

### Forfait de l'écurie à Spa
Inscrites sur la liste des engagés pour les 6 Heures de Spa 2018, les deux voitures vont avoir un roulage écourté. En effet, un financement tardif n'a pas été transmit avant le début de la course par l'entité TRSM, partenaire titre de l'écurie. Malgré ce problème de financement, les deux voitures bouclent chacune un tour de piste symbolique durant les trois séances d'essais et pendant les qualifications de vendredi. Lawrence Tomlinson, patron de Ginetta, a refusé de laisser courir ses voitures pour la course, le stand de l'écurie restera fermé le lendemain.

### Première participation aux 24 Heures du Mans
Ayant peu de roulage et n'ayant pris part à aucune course, les débuts aux 24 Heures du Mans s'annonce difficile pour la voiture. La journée test confirme un manque de performance, les deux voitures terminent dernières du groupe des LMP1 et sont mêmes devancées par deux LMP2. En amont de la course, les deux voitures parviennent pendant les essais libres et les qualifications à améliorer leurs performances, tout en se rapprochant de leurs rivales.
En course, la no 5 a eu quelques avaries électriques et un problème sur l'alternateur, mais elle parvient à franchir la ligne d'arrivée. La no 6 a abandonné durant la nuit sur un problème électrique,.

### Changement de fournisseur moteur et nouveau forfait à Silverstone
Début août, il est annoncé que les deux voitures seront une nouvelle fois absentes pour les 6 Heures de Silverstone 2018, pour cause d'un changement de moteur à la suite d'une séparation avec le fournisseur Mecachrome, le moteur est désormais fourni par le motoriste AER, le nouveau moteur arrive trop tard pour l'homologation auprès de la FIA avant l'épreuve britannique.

### Une seule voiture pour la suite du championnat
En septembre 2018, il est évoqué que Manor n'est plus impliqué dans l'engagement du programme, Ginetta reprend l'engagement et remanie ses équipages en inscrivant finalement une seule voiture pour la manche de Fuji, malheureusement les problèmes extra-sportifs ne s'arrangent pas et contraignent l'équipage à s'absenter encore une fois pour cette course.